# Don Candy
Pour les articles homonymes, voir Candy.
Don Candy, né le 31 mars 1929 à Adélaïde et mort dans la même ville le 14 juin 2020, est un joueur de tennis australien.

## Palmarès

### En simple
- Internationaux de France : huitième de finale en 1956 et 1960
- Championnats d'Australie : quart de finale en 1952 et 1959

### En double
- Championnats d'Australie : finaliste en 1952, 1953, 1956 et 1959
- Internationaux de France : vainqueur en 1956 ; finaliste en 1957
- US Open : Finaliste en 1951